# 1937 год в автомобилестроении
Список событий в автомобилестроении в 1937 году:

## События

### Февраль
- 15 — выпущен последний велосипед марки Opel. Начав  в 1886 году с производства двухколёсных транспортных средств, в 1899-м компания переключилась на выпуск автомобилей, но экономический кризис 1930-х вынудил продать производство велосипедов другому немецкому автопроизводителю NSU. Всего за более чем 50-летнюю историю было изготовлено примерно 2,6 миллиона велосипедов Opel[1].
- 21 — один из первых летающих автомобилей впервые поднялся в небо. Arrowbile[англ.] был создан американским изобретателем Уолдо Уотерманом (англ. Waldo Waterman)[2].

### Март
- 18 — родился Марк Донохью (1937—1975) —  американский автогонщик, участник чемпионата мира по автогонкам в классе Формула-1, победитель 500 миль Индианаполиса. Друг и соратник Роджера Пенске, их тандем собрал богатейшую коллекцию трофеев в североамериканских соревнованиях в конце 1960-х - начале 1970-х годов[3].
- 23 — родился Крейг Бридлав (англ. Craig Breedlove) (1937—2023), известный американский автогонщик, первым в истории покоривший рекорды скорости в 400, в 500 и в 600 миль в час на автомобиле с реактивным двигателем[4][5].

### Апрель
- 2 — создана компания Saab для разработки и производства боевых самолётов. В 1945 году появилось автомобильное подразделение Saab Automobile, которое, после ряда перепродаж, было ликвидировано в 2016 году[6].
- 17 — родился Фердинанд Пиех (1937—2019) — австро-немецкий автомобильный промышленник; предприниматель, инженер-конструктор, менеджер. Председатель наблюдательного совета концернов Volkswagen и MAN. Член автопромышленной династии Порше (прямой внук Фердинанда Порше).

### Май

- 28 — создана «Gesellschaft zur Vorbereitung des Deutschen Volkswagens mit beschränkter Haftung» («Корпорация, готовящая почву для немецкого Народного автомобиля»), впоследствии превратившаяся в Volkswagen[7].

### Август
- 28 — основана Toyota Motor Corporation. Президентом компании стал Ридзабуро Тоёда, зять (муж старшей дочери) основателя Toyota Industries[англ.] Сакити Тоёда, а его сын Киитиро Тоёда – вице-президентом[8].